# Canale di Ursua
Il canale di Ursua (Ursua Channel) si trova nell'Arcipelago di Alessandro Arcipelago Alexander) nell'Alaska sud-orientale (Stati Uniti d'America).

## Etimologia
Il canale è stato nominato dalla US Coast and Geodetic Survey (USC&GS) in onore di El Bailio Frey Don Antonio Maria Bucareli y Ursua (1717-1779), il viceré più popolare e di successo della Nuova Spagna (Messico).

## Dati fisici
Il canale unisce a nord la baia di San Alberto (San Alberto Bay) e a sud con la baia di Bucareli (Bucareli Bay) e divide principalmente l'isola di San Juan Bautista (San Juan Bautista Island) dall'isola di San Fernando (San Fernando Island). Inoltre a sud-ovest si collega con il canale di Portillo (Portillo Channel) e il canale di Port Real Marina (Port Real Marina).

### Isole del canale
Nel canale sono presenti le seguenti principali isole (da nord):
- Isole di Ballena (Ballena Islands)[4] 55°28′09″N 133°11′48″W - Questo gruppo di isole sono situate all'incrocio di tre masse d'acqua: il canale di Ursua, la baia di San Alberto (San Alberto Bay) e la baia di Bucareli (Bucareli Bay).
- Isola di Balandra (Balandra Island)[5] 55°27′14″N 133°13′05″W - L'isola, lunga 340 metri, si trova a 1,2 chilometri a nord-est dall'isola di San Juan Bautista (San Juan Bautista Island) e separa la baia di Bucarelli dalla baia di San Alberto (San Alberto Bay) più a nord.
- Isola di Saint Ignace  (Saint Ignace Island)[6] 55°24′10″N 133°25′33″W - L'isola, con elevazione di 302 metri e una lunghezza di 5.000 metri, si trova a est dell'isola di Baker (Baker Island) separata dal canale Mayoral (Port Mayoral).

### Promontori del canale
Nel canale sono presenti i seguenti promontori:
- Sull'isola di San Fernando (San Fernando Island):
  - promontorio di Cuerbo (Point Cuerbo)[7] 55°28′34″N 133°18′55″W - L'elevazione del promontorio, che si trova all'entrata nord del canale di Ursua, è di 11 metri.
  - promontorio di Amargura (Point Amargura)[8] 55°27′10″N 133°21′33″W - L'elevazione del promontorio, posto all'estremo sud dell'isola e che divide il canale di Ursua dal canale di Portillo (Portillo Channel), è di 4 metri.
- Sull'isola di Saint Ignace  (Saint Ignace Island):
  - promontorio di Silvester (Silvester Point)[9] 55°25′12″N 133°24′44″W
  - promontorio di San Rafael (Point San Rafael)[10] 55°23′11″N 133°25′00″W - Il promontorio ha una elevazione di 4 metri.
- Sull'isola di San Juan Bautista (San Juan Bautista Island):
  - promontorio di Diamond (Diamond Point)[11] 55°24′27″N 133°19′15″W - Il promontorio, con una elevazione di 43 metri, si trova all'estremo sud dell'isola e divide la baia di Bucareli (Bucareli Bay) dal canale di Ursua.
  - promontorio Capo Cambon (Cape Cambon)[12] 55°25′31″N 133°19′04″W - Il promontorio ha una elevazione di 13 metri.
  - promontorio di Eugenia (Point Eugenia)[13] 55°26′44″N 133°17′18″W - Il promontorio si trova nel canale di Ursua.
  - promontorio di Agueda (Agueda Point)[14] 55°27′01″N 133°14′30″W - Il promontorio si trova all'estremo nord dell'isola e divide la baia di Bucareli (Bucareli Bay) dal canale di Ursua.